# Anders Limpar
Anders Limpar (* 24. September 1965 in Solna) ist ein ehemaliger schwedischer Fußballspieler. Der Offensivspieler, der mit der schwedischen Nationalmannschaft an zwei Welt- und einer Europameisterschaft teilnahm, spielte im Laufe seiner Karriere in seinem Heimatland, der Schweiz, Italien, England und den Vereinigten Staaten. Mit dem FC Arsenal 1991 englischer Meister erhielt er im selben Jahr den Guldbollen als Schwedens Fußballer des Jahres. 1998 gewann er zudem den schwedischen Meistertitel mit AIK.

## Werdegang

### Karrierestart in Schweden und erste Auslandserfahrung
1971 begann Limpbar seine Vereinskarriere als Fußballspieler und schloss sich der Jugendabteilung des Spårvägens GoIF an. Als Achtjähriger schloss er sich der Jugendmannschaft des Traditionsvereins AIK an, blieb aber hier nur bis Ende 1977. Anschließend wechselte er zum Stockholmer Lokalkonkurrenten IF Brommapojkarna, der für seine Jugendarbeit bekannt ist. Hier durchlief er die einzelnen Jugendmannschaften und rückte als Nachwuchsspieler des seinerzeitigen Zweitligisten in den Männerkader auf.
Dort entdeckten die Verantwortlichen des Göteborger Klubs Örgryte IS das Nachwuchstalent Limpar. Der amtierende schwedische Meister lotste den Spieler Anfang 1986 in die Allsvenskan, wo er sich auf Anhieb als Stammspieler etablierte. An der Seite von Jan Hellström, Conny Karlsson, Sven Andersson und Gunnar Samuelsson stand er in 19 Spielen auf dem Platz und erzielte dabei fünf Saisontore. Dennoch konnte der Erfolg des Vorjahres nicht wiederholt werden und der Klub fand sich als Tabellenneunter kurz vor den Abstiegsplätzen. Der U-21-Nationalspieler rückte jedoch in den Kader der A-Nationalmannschaft auf. Unter Trainer Olle Nordin debütierte er im April 1987 bei einem 3:1-Auswärtserfolg gegen die Sowjetauswahl und trug sich neben dem zweifachen Torschützen Mats Magnusson in die Torschützenliste ein. In der Folge etablierte er sich im Kader der Auswahlmannschaft, zunächst blieb ihm jedoch meist die Rolle des Ersatzspielers.
Auch in der Spielzeit 1987 blieb der Klub im Mittelfeld der Liga, konnte sich aber im folgenden Jahr im Titelkampf zurückmelden. Im Sommer 1988 nahm ihn zudem Nachwuchsnationaltrainer Benny Lennartsson mit zu den Olympischen Spielen in Seoul. Im ersten Spiel noch Ersatzspieler profitierte er von einem Platzverweis für Jonas Thern und rückte in den folgenden Spielen ins Mittelfeld der Auswahlmannschaft. An der Seite von Roger Ljung, Hans Eskilsson, Joakim Nilsson, Martin Dahlin und Leif Engqvist zog er mit der Elf nach einem Unentschieden gegen Tunesien und Siegen über die Olympiaauswahlen von China und der Bundesrepublik Deutschland als Gruppensieger ins Viertelfinale, dort beendete im Spiel gegen die italienische Mannschaft um Massimo Mauro, Ruggiero Rizzitelli und Ciro Ferrara ein Tor von Massimo Crippa in der Verlängerung die Medaillenträume.
Im Anschluss an das Turnier verließ Limpar ÖIS und wechselte ins Ausland. Beim Schweizer Klub BSC Young Boys traf er auf seinen Landsmann Tord Grip, der dort als Trainer tätig war. An der Seite von Peter Közle, Uwe Rapolder und René Sutter erreichte er die Meisterschaftsendrunde, die als Tabellenfünfter abgeschlossen wurde. Parallel kehrte er mit der schwedischen Nationalmannschaft in die erste Reihe der Nationalmannschaften zurück. Zwar war er im Laufe der Qualifikation größtenteils nur Ergänzungsspieler gewesen, dennoch hatte sich die Mannschaft um Glenn Hysén, Klas Ingesson, Peter Larsson und Johnny Ekström ohne Niederlage als Gruppensieger vor England für die Weltmeisterschaftsendrunde 1990 qualifiziert.
Dies genügte dem italienischen Klub US Cremonese als Referenz, um Limpar im November 1989 in die Serie A zu locken. Unter Trainer Tarcisio Burgnich avancierte er beim Erstligaaufsteiger zwar auf Anhieb als Stammspieler und bestritt 24 Saisonspiele, trotz der Verpflichtung von Spielern wie Gustavo Dezotti oder Fulvio Bonomi war die Mannschaft um Giuseppe Favalli, Enrico Piccioni und Dario Marcolin in der höchsten Spielklasse chancenlos und stieg als Tabellenvorletzter direkt wieder ab. Dennoch hatte sich der Schwede im Frühjahr 1990 in der Landesauswahl etabliert und gehörte folglich zum 22 Spieler umfassenden Kader für das WM-Turnier im Sommer. Bei den ersten beiden Turnierspielen gegen Brasilien und Schottland stand er in der Startformation, nach jeweils 1:2-Niederlagen sah sich jedoch Nationaltrainer Nordin gezwungen für das letzte Gruppenspiel gegen die Nationalmannschaft von Costa Rica die Aufstellung umzustellen. Ohne Mitwirken Limpars ging auch dieses Spiel verloren, so dass die Auswahl frühzeitig die Heimreise antrat.

### In der Premier League und Weltmeisterschafts-Dritter
Im Anschluss an das Turnier wechselte Limpar in die englische First Division. Unter Trainer George Graham war er auch auf der Insel auf Anhieb Stammspieler und holte an der Seite von Nigel Winterburn, David Seaman, Tony Adams und Steve Bould mit der Meisterschaft seinen ersten Titel, zu dem er elf Saisontore beitrug. Damit war er hinter Alan Smith, der mit seinen 22 Saisontreffern auch den Golden Boot als Torschützenkönig ergatterte, und Paul Merson drittbester vereinsinterner Torschütze. Am Jahresende honorierten der Svenska Fotbollförbundet und Aftonbladet seine Leistungen und krönten ihn zum Fußballer des Jahres in Schweden.
Zwar lief die folgende Spielzeit auf Vereinsbasis durchwachsen – Arsenal verlor im Europapokal der Landesmeister 1991/92 in der zweiten Runde gegen den portugiesischen Meister Benfica Lissabon sowie im FA Cup gegen den niederklassigen Verein AFC Wrexham und verpasste mit einem vierten Platz in der Meisterschaft den erneuten Einzug in den Europapokal – mit einem Tor aus fast 40 Metern Entfernung im Spiel gegen den FC Liverpool setzte Limpar jedoch ein persönliches Highlight. Nach Saisonende trat er zudem mit der Nationalelf bei der Europameisterschaftsendrunde 1992 an, die in seinem Heimatland stattfand. Die von Tommy Svensson betreute Auswahl überraschte und ließ als Gruppensieger die favorisierten Engländer und die französische Auswahlmannschaft sowie den Außenseiter Dänemark hinter sich. In der Gruppenphase noch neben Stefan Schwarz, Tomas Brolin, Klas Ingesson und Patrik Andersson in der Startformation, saß er beim Halbfinalspiel gegen Deutschland zunächst nur auf der Ersatzbank. Nachdem der Gegner sich eine 2:0-Zwischenführung erspielt hatte, ersetzte er ab der 59. Spielminute Joakim Nilsson. Mit einer 2:3-Niederlage schied er mit der Mannschaft aus dem Bewerb aus.
Im Laufe der folgenden Spielzeit verletzte sich Limpar, während die Mannschaft des FC Arsenal sowohl im FA Cup als auch im League Cup das Endspiel erreichte. Als Zuschauer verfolgte er das erste Pokaldouble der englischen Fußballgeschichte, als jeweils der Finalgegner Sheffield Wednesday geschlagen wurde. Nach seiner Wiedergenesung konnte er sich jedoch nicht mehr dauerhaft in der Startelf halten und schwankte zwischen Spielfeld und Ersatzbank.
Im Februar 1994 entschied sich Limpar zum Vereinswechsel und schloss sich nach 17 Toren in 76 Premier-League-Spielen für Arsenal für eine Ablösesumme in Höhe von 1,6 Millionen Pfund dem Ligarivalen FC Everton an. Mit seinem neuen Klub spielte er gegen den Abstieg aus der Premier League, erst am letzten Spieltag rettete sich die von Mike Walker trainierte Mannschaft mit einem 3:2-Erfolg über den FC Wimbledon – bei einem zwischenzeitlichen 0:2-Rückstand – als Limpar einerseits einen Handelfmeter verschuldete und andererseits mit einer Schwalbe einen Elfmeter provozierte, der die Wende einleitete.
Wie bei Arsenal schwankte Limpar auch in der Nationalelf zwischen Startformation und Ergänzungsspielerdasein. Nachdem er bei den letzten Vorbereitungsspielen zur Weltmeisterschaftsendrunde 1994, für die sich die schwedische Auswahl als Gruppenerster vor Bulgarien qualifiziert hatte, nur als Einwechselspieler aufgelaufen war, fand er sich auch beim Turnierauftakt auf der Ersatzbank wieder. Allenfalls mit seiner moralischen Unterstützung spielte sich die Mannschaft mit Henrik Larsson, Thomas Ravelli, Roland Nilsson, Tomas Brolin, Kennet Andersson und Martin Dahlin ins Halbfinale des Turniers. Dort verfolgte er die 0:1-Niederlage gegen Brasilien durch ein spätes Tor von Romário ebenfalls vom Rand des Spielfelds, ehe er im abschließenden Spiel um den dritten Platz als Einwechselspieler für Henrik Larsson beim 4:0-Erfolg über Bulgarien knapp über zehn Minuten WM-Spielzeit bekam.
Auch in der anschließenden Premier-League-Spielzeit fand Limpar sich mit dem Klub im Abstiegskampf wieder. Nachdem die Mannschaft unter Walker keines der ersten zwölf Saisonspiele gewonnen hatte, verpflichtete der Klub mit Joe Royle einen neuen Trainer. Unter dessen Leitung rückte der Klub ins hintere Mittelfeld der Liga auf, Limpar war jedoch aufgrund schwankender Leistungen kein dauerhafter Stammspieler mehr. Dennoch lief er für den Klub im Sommer 1995 im Pokalfinale gegen den favorisierten Manchester United auf. Nachdem Limpar einen Konter initiiert hatte, der zur 1:0-Führung durch Paul Rideout geführt hatte, dominierte ManU das Spiel, konnte jedoch Torhüter Neville Southall nicht überwinden. Zwar endete der Aufenthalt im Europapokal bereits in der zweiten Runde gegen Feyenoord Rotterdam, in der Liga spielte der Klub jedoch um die Qualifikation zum UEFA-Pokal. Mit drei Toren in 28 Saisonspielen gehörte Limpar dabei neben dem neu verpflichteten Andrei Kantschelskis, der mit 16 Saisontoren unter den fünf besten Torschützen der Spielzeit platziert war, Daniel Amokachi und David Unsworth zu den Stammkräften. Letztlich verpasste die Mannschaft mit zwei Punkten Rückstand auf Aston Villa und den FC Arsenal als Tabellensechster den Einzug in den Europapokal.
Nachdem Limpar zu Beginn der Spielzeit 1996/97 nur noch sporadisch zum Einsatz gekommen war, verlor er einerseits seinen Platz in der schwedischen Nationalelf und entschied sich andererseits zum Vereinswechsel. Im Januar 1997 schloss er sich dem Zweitligisten Birmingham City an. Auch hier blieb ihm hauptsächlich die Rolle des Ersatzmannes, bis zum Saisonende lief er in vier Ligaspielen für den Klub auf.

### Rückkehr nach Schweden und US-Intermezzo
Im Sommer 1997 kehrte Limpar nach Schweden zurück, wobei ihm hier auch anfangs nur die Rolle des Ergänzungsspielers blieb. In der Spielzeit 1998 zeigte er auf der linken Außenbahn sein Talent und führte den von Stuart Baxter trainierten Klub an der Seite von Tomas Gustafsson, Thomas Lagerlöf, Mike Kjølø, Michael Brundin, Patrik Fredholm und Johan Mjällby zum zehnten Meistertitel der Vereinsgeschichte. Sein zum Saisonende auslaufender Vertrag wurde jedoch nicht verlängert.
Limpar entschied sich zu einem erneuten Wechsel ins Ausland und schloss sich den Colorado Rapids in der Major League Soccer an. Sein Aufenthalt in den Vereinigten Staaten war jedoch vom Verletzungspech überschattet, so dass er in weniger als der Hälfte der Spiele zum Einsatz kam. 1999 erreichte die Mannschaft um Marcelo Balboa, Paul Bravo und Jorge Dely Valdés das Endspiel des Lamar Hunt U.S. Open Cup, ohne sein Mitwirken verlor sie gegen die Rochester Raging Rhinos.
Im Herbst 2000 kehrte Limpar nach Schweden zurück und ließ sich in Stockholm nieder. Zwar trainierte er zunächst mit der Mannschaft von AIK, der Klub entschied sich jedoch gegen eine Verpflichtung. Daher unterschrieb er einen Vertrag beim Lokalrivalen Djurgårdens IF, aufgrund mangelnder Fitness entschied er sich jedoch bereits vor Beginn der Spielzeit 2001 zum Rücktritt vom Leistungssport. Er schloss sich dem Stockholmer Drittligisten IF Brommapojkarna an, mit dem er am Ende der Spielzeit in die Superettan aufstieg. Nach zehn Zweitligaspielen beendete er 2002 seine aktive Laufbahn und blieb dem Klub bis 2005 als Nachwuchstrainer treu.
2006 kehrte Limpar für den Sechstligisten Djursholm United auf den Fußballplatz zurück, ehe er 2008 als Assistenztrainer zum Viertligisten Sollentuna United ging.

### Neben dem Sport
Nach seiner Rückkehr aus den Vereinigten Staaten eröffnete Limpar im Stockholmer Viertel Norra Bantorget unter dem Namen „Limpbar“ eine Cocktailbar. Die mit Devotionalien zu seinen Spielstationen eingerichtete Lokalität war kurz nach seiner Unterschrift bei Djurgårdens IF Ziel einer Attacke von AIK-Fans. Später schloss er die Bar und öffnete einen Spielsalon.